# Jean Baptiste Desmazières
Jean Baptiste Henri Joseph Desmazières (n. 10 iulie 1786, Lille – d. 23 iunie 1862, Lambersart), a fost un botanist și micolog francez. A fost editorul revistelor științifice Annales des sciences naturelles și Bulletin de la société des sciences de Lille. Abrevierea numelui său în cărți științifice este Desm..

## Biografie
Născut într-o casa de negustori bogați, tatăl fiind Jean Baptiste Joseph Desmazières și mama Agnès Isabelle Hollois, Jean Baptiste Desmazières a fost atras din tinerețe foarte pronunțat de natură, ce l-a condus la studiul botanici, iar când a devenit stăpânul acțiunilor sale, deși încă foarte tânăr, dar bogat și de acea independent, a încetat cu toate celelalte ocupații (de exemplu studiul în farmacologie) pentru a se dedica în întregime interesului său favorit, botanicii criptogamice. Dar de asemenea horticultura a ocupat un loc important în afecțiunile sale. Astfel a început cu crearea unui ierbar bogat, o bibliotecă magnifică și o colecții minunată de zambile, lalele, anemone și piciorul cocoșului. În 1812, Desmazières a debutat în lumea științifică cu publicarea lucrării sale foarte moderne pentru acest timp anume Agrostographie des départemens du nord de la France, o descriere sistematică a terenurilor cultivate din nordul Franței. O întâmplare norocoasă a fost cunoștința cu Romaine Henriette Maquet (1794-1856), o femeie de caracter nobil și o educație cu adevărat superioară, cu care s-a căsătorit în 1813, petrecând astfel cea mai mare parte a vieții sale cu ea. Romaine s-a interesat și angajat în plin pentru munca bărbatului și el i-a datorat acea perfecțiune și delicatețe de pregătire care disting fascicolele criptogamistului din Lille.
În 1823, a apărut suplimentul botanografiei Belgiei și a florei din nordul Franței (Catalogue des plantes omises dans la botanographie belgique et dans les flores du Nord de la France), o carte de o sută de pagini care conține observații excelente asupra plantelor monocotiledonate și un număr mare de indicații privind plantele rare din Belgia și Franța. Cu această mică lucrare autorul a explorat cu succes Flandra, Brabantul și Hainaut, dovedind că marea ramură a criptogamelor a atras definitiv atenția sa deosebită. De fapt, de atunci, el s-a angajat exclusiv în cercetarea și studiul plantelor inferioare.
În ianuarie 1825 a apărut primul fascicul despre plantele criptogame din nordul Franței (Plantes cryptogames du Nord de la France). Această publicație importantă, alcătuită din șaizeci de fascicule care conțin trei mii de specii aparținând tuturor familiilor de criptogame, a fost cea mai mare operă din viața sa (volumul 2 în 1826). Ea formează cea mai extinsă și conștiincioasă colecție care a apărut probabil până în prezent în Europa. Ecoul evident acordat acestei colecții l-a îndemnat curând să determine criptogamele Franței în ansamblu. Persoanele care l-au ajutat cu acest studiu, între alții Louis Alphonse de Brébisson (1798-1872), Jean-Baptiste-Pierre Guépin (1778-1858), Camille Montagne (1784-1866), Jean-Baptiste Mougeot sau Wilhelm Nylander (1822-1899), s-au grăbit săi comunice rezultatele cercetărilor lor, vrând să participe la impulsul dat. Rezultatul eforturilor comune au fost trei serii de plante criptogame franceze (plantes cryptogames de France) descrise și catalogate sub îndrumarea autorului, prima conținând 1850, a doua 2200 și a treia 950 de numere. Publicarea a avut loc în anul 1853.
Savantul, editorul revistelor științifice Annales des sciences naturelles și Bulletin de la société des sciences de Lille, și-a dedicat toată viața botanicii și micologiei, de acea a plecat din orașul Lille pentru a locui în casa sa de la Lambersart pentru ultimii săi ani, pentru ca, departe de orice distragere a atenției, să se dedice în întregime științei (totuși a fost ales consilier al municipiului). Înzestrat cu o îndelungă răbdare, un mare talent de observare și fiind un om priceput excelent să folosească microscopul, a lăsat un nume care nu va pieri. Dar domnul Desmazières nu a fost doar un om de știință, ci, de asemenea, un om bun. Societatea de beneficii, cea de ajutor reciproc și consiliul municipal al comunei sale l-au numărat printre membrii săi cei mai caritativi. Moartea lui prea timpurie după o boală crâncenă la numai 66 de ani a generat în lumea științei, dar și în popor, regrete profunde.

## Specii de plante și ciuperci denumite de Desmazières

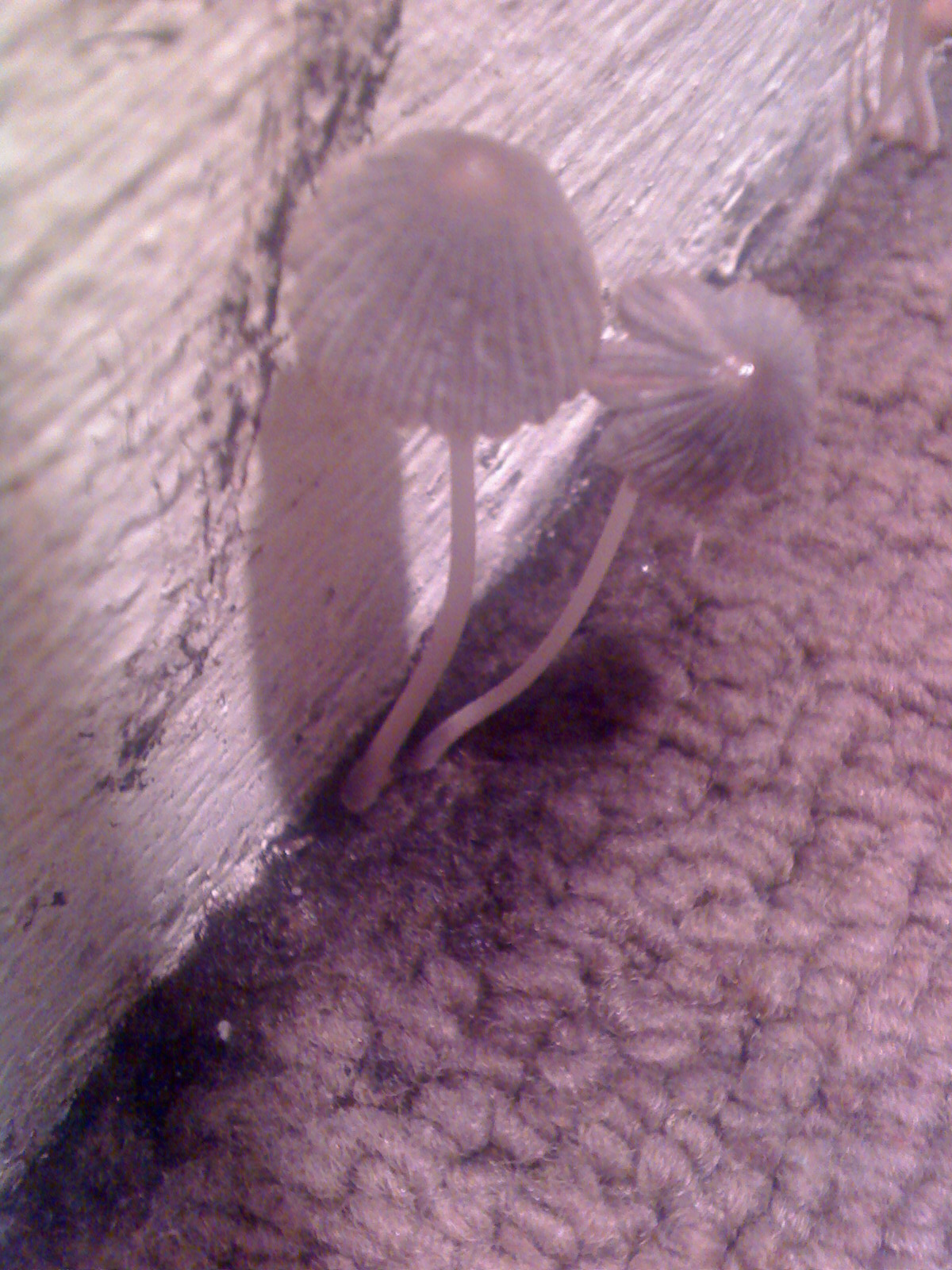
Desm.: Agaricus radians

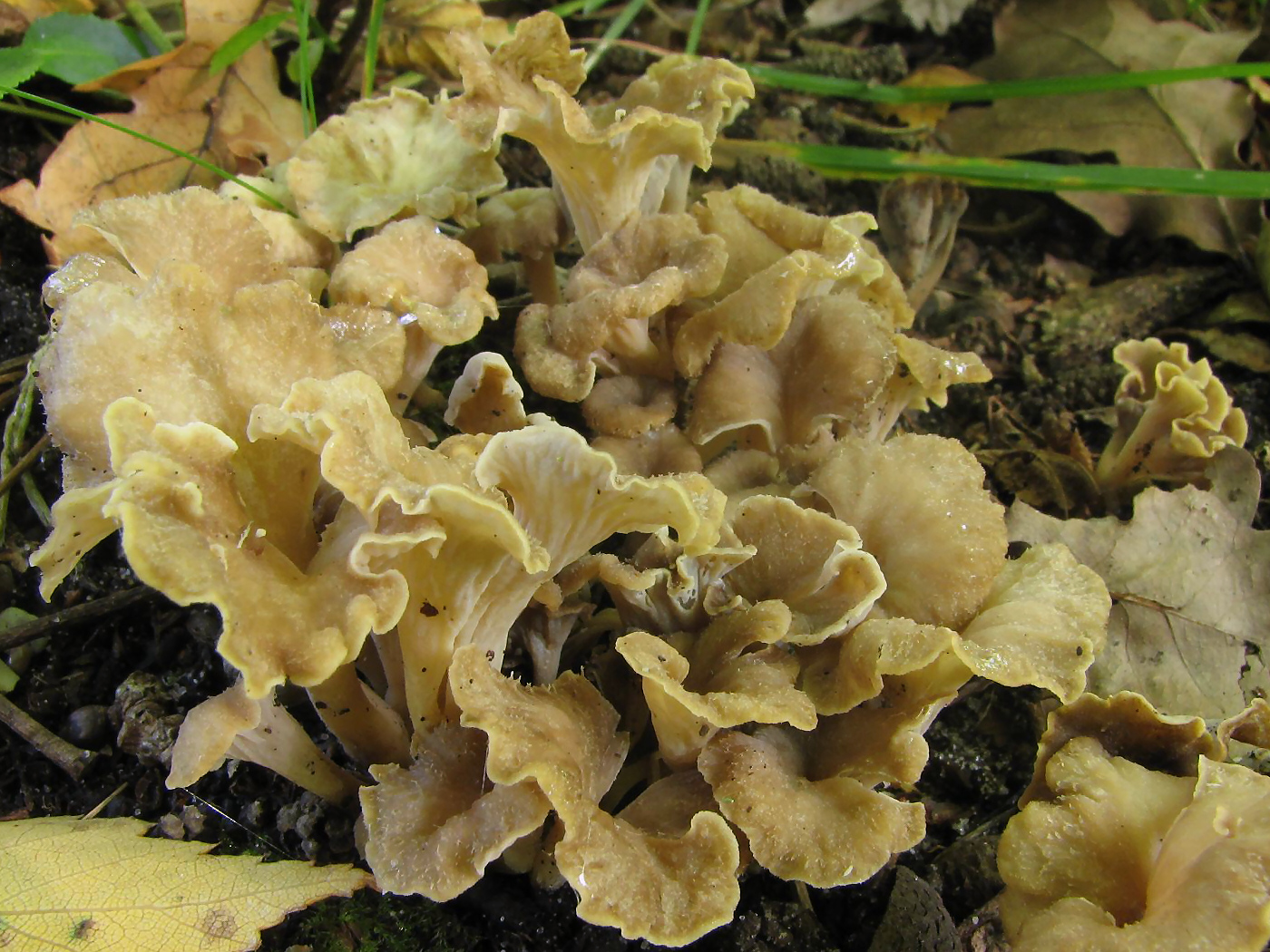
Desm.: Cantharellus melanoxeros

Jean Baptiste Desmazières a descris pentru prima dată sau a repartizat între altele următoarele specii:
| - Libertella, gen, Desm. (1830) - Aecidium leontodontis Desm. (1842) - Agaricus radians Desm. (1828), azi Coprinus radians Fr. (1838) - Aspergillus clavatus Desm. (1834) - Asteroma nitidum Desm. (1842) - Cantharellus melanoxeros Desm. (1830) - Coprinellus radians (Desm., 1838) Vilgalys (2001) - Dothidea brassicae Desm. (1842) - Epicoccum neglectum Desm. (1842) - Erysiphe penicillata var. mespili Desm. (1842) - Fusisporium calceum Desm. (1842) - Mycoderma cervisiae Desm. (1827) - Mycoderma vini (J.N. Vallot) Desm. (1827) - Peziza brunneola Desm. (1842) - Peziza petiolorum (Roberg) Desm. (1842) - Peziza phyllophila Desm. (1842) - Phacidium radians (Roberg) Desm. (1842) - Sclerotium graminum Desm. (1842) - Septoria chelidonii Desm. (1842) | - Septoria convolvuli Desm. (1842) - Septoria fragariae Desm. (1842) - Septoria hydrocotyles Desm. (1842) - Septoria hyperici (Roberg) Desm. (1842) - Septoria lepidii Desm. (1842) - Septoria pistaciae Desm. (1842) - Septoria polygonorum Desm. (1842) - Septoria ribis (Lib.) Desm. (1842) - Septoria tritici Desm. (1842) - Septoria tritici var. tritici Desm. (1842) - Septoria villarsiae Desm. (1842) - Septoria virgaureae (Lib.) Desm. (1842) - Sphaeria atrata Desm. (1842) - Sphaeria controversa Desm. (1842) - Sphaeria pinea Desm. (1842) - Sphaeria vervecina Desm. (1842) - Uredo lychnidearum Desm. (1842) - Vermicularia macrochaeta Desm. (1842) |

## Genuri și specii dedicate în onoarea lui Desmazières

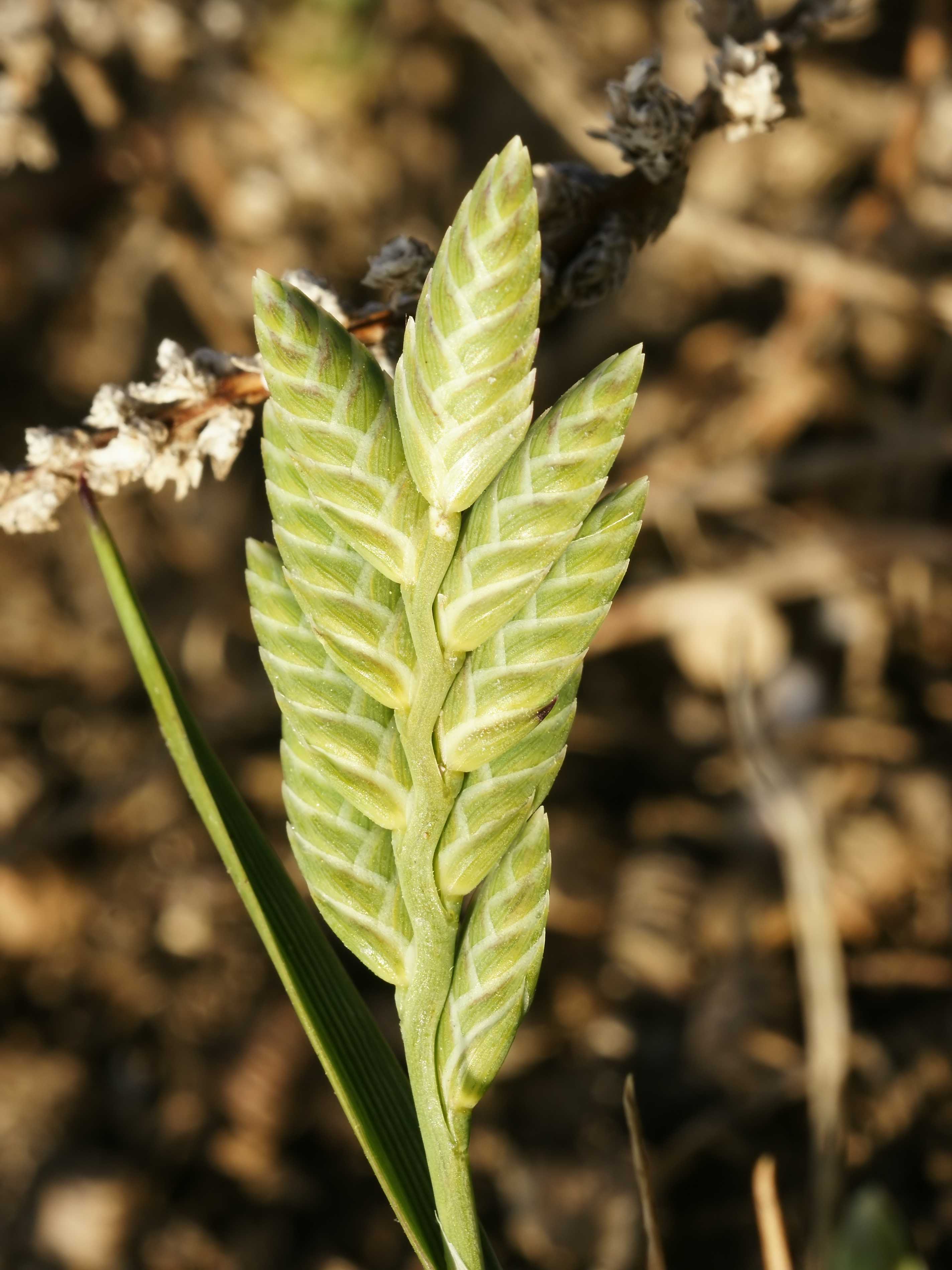
Desmazeria sicula

| - Desmazeria', gen, cu 23 de specii cu taxonul Desmazeria (Jacq.) Dumort. (1832) - Desmazierella, gen, cu 23 de specii cu taxonul Desmazierella Lib. (1829) - Ascochyta desmazieri Cav. (1893) - Cainia desmazieri (C. Moreau & E. Müll.) Krug, (1978) - Desmazeria pignattii Brullo & Pavone (1985) - Desmazeria rigida C. E.Hubb. (1953) | - Desmazeria philistaea (Boiss.) H. Scholz (1971) - Desmazeria philistaea (Boiss.) H. Scholz (1971) - Desmazeria sicula (Jacq.) Dumort. (1832) - Desmazierella acicola Lib. (1829) - Desmazierella bulgarioides Cetto (1983) - Meloderma desmazierei (Duby) Darker (1967) |

## Onoruri
Jean Baptiste Joseph Henri Desmazieres a fost, între altele, membru al următoarelor societăți științifice:
- Membru al Société botanique de France (1856)
- Membru corespondent al Academia delle scienze Torino (24 ianuarie 1841)[15]
- Membru al Société linnéenne de Paris
- Membru al Société des sciences, de l'agriculture et des arts de Lille
- Membru al Académie des sciences, lettres et arts d'Arras
- Membru al Société royale d'agriculture et de botanique de Gand

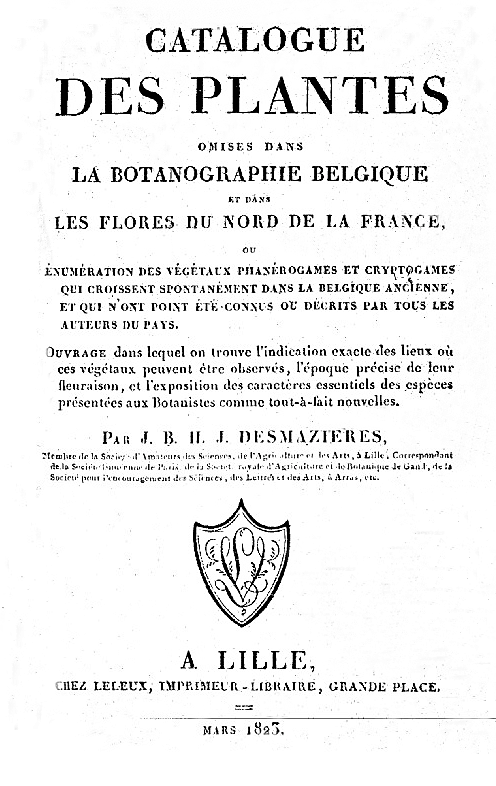
Desm.: Catalogue de Plantes

## Publicații (selecție)
- Agrostographie des départemens du nord de la France, Editura Vanackere, Lille 1812
- Description de deux plantes nouvelles cultivées au jardin botanique de la ville de Gand (1er septembre 1820), în: Annales de Travaux Public, Lille 1820, p. 254-256
- Catalogue des plantes omises dans la botanographie belgique et dans les flores du Nord de la France, Editura Leleux, Lille 1823
- Plantes cryptogames du Nord de la France, vol. 1, Editura Leleux, Lille 1825
- Plantes cryptogames du Nord de la France, vol. 2, Editura Leleux, Lille 1826
- Observations botaniques et zoologiques, Editura Leleux, Lille 1826
- Recherches microscopiques et physiologique sur le genre Mycoderma, în: Annales des Sciences Naturelles Botanique  nr. 10, p. 42-67
- Observations microscopiques sur le Blanc du Rosier, Oidium leuconium, Editura Thuau, Lille 1829
- Notice sur les plantes cryptogames récemment découvertes en France, în: Annales des Sciences Naturelles Botanique, vol. 17, 1842, p. 91-118
- Histoire naturelle – Botanique – Notice sur seize espèces du genre septoria... Note sur le Sphaeria Buxie. Nouvelle notice sur quelques plantes cryptogames, Editura L. Danel, Lille 1843
- Onzième notice sur quelques plantes cryptogames récemment découvertes en France, et qui vont paraître en nature dans la collection publiée par l'auteur, Editura Bourgogne et Martinet, Paris 1845
- Plantes cryptogames de France, Editura Leleux, Lille 1853
- Vingt-troisième notice sur les plantes cryptogames récemment découvertes en France, Editura de L. Martinet, Paris 1856